# Foplijn
Een foplijn (ook treiterlijn en geinlijn genoemd) is een internetdienst waarmee de bezoekers een persoon uit de omgeving voor de gek houden middels een aparte telefoondienst. Gebruikers kunnen kiezen uit een aantal gesprekssituaties waarna een geautomatiseerd geluidsfragment wordt gestuurd naar het slachtoffer. 
Het idee, dat zijn oorsprong kent in 1999 en daarna meerdere malen is nagemaakt, is hoogstwaarschijnlijk geïnspireerd door de Geinlijn die ooit werd gelanceerd door de Nederlands-Joodse humorist Max Tailleur. Lezers konden op deze telefoondienst inbellen om de mop van de desbetreffende dag te beluisteren en hier op te reageren. Het is sindsdien ook een bekend fenomeen op dagen als 1 april.